# Élections législatives de 1968 dans le Tarn
Les élections législatives françaises de 1968 se déroulent les 23 et 30 juin 1968. Dans le département du Tarn, trois députés sont à élire dans le cadre de trois circonscriptions.

## Élus
| Circonscription | Député sortant  | Parti | Parti       | Député élu ou réélu | Parti | Parti       |
| --------------- | --------------- | ----- | ----------- | ------------------- | ----- | ----------- |
| 1re             | André Raust     |       | FGDS (SFIO) | Henry Bressolier    |       | UDR         |
| 2e              | Jacques Limouzy |       | UDR         | Jacques Limouzy     |       | UDR         |
| 3e              | Georges Spénale |       | FGDS (SFIO) | Georges Spénale     |       | FGDS (SFIO) |

## Résultats

### Résultats à l'échelle du département
| Parti          | Parti                                           | Premier tour | Premier tour | Second tour | Second tour | Sièges |
| Parti          | Parti                                           | Voix         | %            | Voix        | %           | Sièges |
| -------------- | ----------------------------------------------- | ------------ | ------------ | ----------- | ----------- | ------ |
|                | Union pour la défense de la République          | 43 436       | 25,59        | 64 019      | 37,58       | 2      |
|                | Républicains indépendants                       | 23 638       | 13,93        | 26 449      | 15,53       | 0      |
|                | Modérés                                         | 1 262        | 0,74         |             |             | 0      |
|                | Union des républicains de progrès               | 68 336       | 40,26        | 90 468      | 53,11       | 2      |
|                |                                                 |              |              |             |             |        |
|                | Section française de l'Internationale ouvrière  | 38 668       | 22,78        | 56 412      | 33,12       | 1      |
|                | Parti radical                                   | 11 644       | 6,86         | 23 467      | 13,78       | 0      |
|                | Fédération de la gauche démocrate et socialiste | 50 312       | 29,64        | 79 879      | 46,89       | 1      |
|                |                                                 |              |              |             |             |        |
|                | Parti communiste français                       | 22 792       | 13,43        | Retrait     | Retrait     | 0      |
|                | Progrès et démocratie moderne                   | 20 743       | 12,22        | Retrait     | Retrait     | 0      |
|                | Parti socialiste unifié                         | 7 549        | 4,45         |             |             | 0      |
|                |                                                 |              |              |             |             |        |
| Inscrits       | Inscrits                                        | 207 975      | 100,00       | 207 778     | 100,00      | 3      |
| Abstentions    | Abstentions                                     | 33 651       | 16,18        | 32 780      | 15,78       |        |
| Votants        | Votants                                         | 174 324      | 83,82        | 174 998     | 84,22       |        |
| Blancs et nuls | Blancs et nuls                                  | 4 592        | 2,63         | 4 651       | 2,66        |        |
| Exprimés       | Exprimés                                        | 169 732      | 97,37        | 170 347     | 97,34       |        |

### Résultats par circonscription

#### Première circonscription (Albi)
| Candidat       | Candidat             | Parti          | Premier tour | Premier tour | Second tour | Second tour |  |
| Candidat       | Candidat             | Parti          | Voix         | %            | Voix        | %           |  |
| -------------- | -------------------- | -------------- | ------------ | ------------ | ----------- | ----------- |  |
|                | André Raust sortant  | FGDS (SFIO)    | 16 874       | 28,52        | 28 600      | 48,05       |  |
|                | Henry Bressolier élu | UDR (URP)      | 15 464       | 26,13        | 30 921      | 51,95       |  |
|                | Édouard Rieunaud     | CD (PDM)       | 14 531       | 24,56        | Retrait     | Retrait     |  |
|                | Aimé Cathala         | PCF            | 9 727        | 16,44        | Retrait     | Retrait     |  |
|                | André Croste         | PSU            | 2 577        | 4,36         |             |             |  |
|                |                      |                |              |              |             |             |  |
| Inscrits       | Inscrits             | Inscrits       | 73 444       | 100,00       | 73 261      | 100,00      |  |
| Abstentions    | Abstentions          | Abstentions    | 12 849       | 17,49        | 11 994      | 16,37       |  |
| Votants        | Votants              | Votants        | 60 595       | 82,51        | 61 267      | 83,63       |  |
| Blancs et nuls | Blancs et nuls       | Blancs et nuls | 1 422        | 2,35         | 1 746       | 2,85        |  |
| Exprimés       | Exprimés             | Exprimés       | 59 173       | 97,65        | 59 521      | 97,15       |  |

#### Deuxième circonscription (Castres)
| Candidat       | Candidat                      | Parti          | Premier tour | Premier tour | Second tour | Second tour |  |
| Candidat       | Candidat                      | Parti          | Voix         | %            | Voix        | %           |  |
| -------------- | ----------------------------- | -------------- | ------------ | ------------ | ----------- | ----------- |  |
|                | Jacques Limouzy sortant réélu | UDR (URP)      | 27 972       | 49,06        | 33 098      | 58,51       |  |
|                | Louis Brives                  | FGDS (Radical) | 11 644       | 20,42        | 23 467      | 41,49       |  |
|                | Yves Alayrac                  | PCF            | 6 627        | 11,62        |             |             |  |
|                | Gaston Bousquet               | CD (PDM)       | 6 212        | 10,9         |             |             |  |
|                | Henri Darasse                 | PSU            | 3 297        | 5,78         |             |             |  |
|                | André Vidal                   | Modérés        | 1 262        | 2,21         |             |             |  |
|                |                               |                |              |              |             |             |  |
| Inscrits       | Inscrits                      | Inscrits       | 68 924       | 100,00       | 68 919      | 100,00      |  |
| Abstentions    | Abstentions                   | Abstentions    | 10 451       | 15,16        | 10 556      | 15,32       |  |
| Votants        | Votants                       | Votants        | 58 473       | 84,84        | 58 363      | 84,68       |  |
| Blancs et nuls | Blancs et nuls                | Blancs et nuls | 1 459        | 2,5          | 1 798       | 3,08        |  |
| Exprimés       | Exprimés                      | Exprimés       | 57 014       | 97,5         | 56 565      | 96,92       |  |

#### Troisième circonscription (Gaillac - Lavaur)
| Candidat       | Candidat                      | Parti          | Premier tour | Premier tour | Second tour | Second tour |  |
| Candidat       | Candidat                      | Parti          | Voix         | %            | Voix        | %           |  |
| -------------- | ----------------------------- | -------------- | ------------ | ------------ | ----------- | ----------- |  |
|                | Marcel Vieu                   | RI (URP)       | 23 638       | 44,15        | 26 449      | 48,74       |  |
|                | Georges Spénale sortant réélu | FGDS (SFIO)    | 21 794       | 40,7         | 27 812      | 51,26       |  |
|                | Gérard Marroulle              | PCF            | 6 438        | 12,02        |             |             |  |
|                | Jacques Mas                   | PSU            | 1 675        | 3,13         |             |             |  |
|                |                               |                |              |              |             |             |  |
| Inscrits       | Inscrits                      | Inscrits       | 65 607       | 100,00       | 65 598      | 100,00      |  |
| Abstentions    | Abstentions                   | Abstentions    | 10 351       | 15,78        | 10 230      | 15,59       |  |
| Votants        | Votants                       | Votants        | 55 256       | 84,22        | 55 368      | 84,41       |  |
| Blancs et nuls | Blancs et nuls                | Blancs et nuls | 1 711        | 3,1          | 1 107       | 2           |  |
| Exprimés       | Exprimés                      | Exprimés       | 53 545       | 96,9         | 54 261      | 98          |  |